# 冬木A・B貝塚
冬木A・B貝塚（ふゆぎA・Bかいづか）は、茨城県猿島郡五霞町原宿台地内の権現堂川東岸にある縄文時代後期の貝塚。
古東京湾最深部に位置していたと考えられ、1979年（昭和54年）に周辺の宅地造成が行われる際、茨城県教育財団本部に調査の委託をして発掘調査が行われた。このときの出土品の一部は五霞町中央公民館に展示されている。貝塚公園には住居が復元されている。